# The Celebration Tour
The Celebration Tour fue la duodécima gira de la cantante estadounidense Madonna, realizada para conmemorar sus cuarenta años de carrera musical. Producida por Live Nation, inició el 14 de octubre de 2023 en The O2 Arena de Londres (Inglaterra) y continuó con espectáculos en Europa, Norteamérica y Sudamérica. Con un total de 81 espectáculos, finalizó el 4 de mayo de 2024 con un concierto gratuito en la playa de Copacabana de Río de Janeiro (Brasil), al que asistieron más de 1.6 millones de personas. Fue el recital más multitudinario para un acto solista femenino hasta mayo de 2025. Adicionalmente, ha sido la primera gira retrospectiva de la artista, en la que interpretó los mayores éxitos de sus cuarenta años de carrera.
La cantante anunció la gira de manera oficial en sus redes sociales el 17 de enero de 2023 a través de un video que contó con la presencia de artistas y celebridades como Judd Apatow, Jack Black, Lil Wayne, Diplo, Kate Berlant, Larry Owens, Meg Stalter, Eric André, Amy Schumer y Bob The Drag Queen, quien sirvió como maestro de ceremonias en cada uno de los conciertos. Según el comunicado oficial, The Celebration Tour «nos traslada a la travesía artística de Madonna a lo largo de cuatro décadas» y rendirá homenaje a la ciudad de Nueva York. Las entradas salieron a la venta el 20 de ese mes, con preventa para quienes posean tarjeta de crédito American Express y los miembros del club de admiradores de Madonna para el 17 en América del Norte y el 18 en Europa.
Después de que la cantante desarrollara una «grave infección bacteriana» a finales de junio de 2023, fue internada en unidad de terapia intensiva. La primera etapa norteamericana fue pospuesta, con las fechas reagendadas anunciadas en agosto del mismo año.

## Antecedentes
Las primeras especulaciones sobre una gira de Madonna iniciaron tras el lanzamiento de su álbum recopilatorio Finally Enough Love: 50 Number Ones, cuando medios de comunicación de América Latina reportaron en octubre de 2022 una reserva de Madonna en el Estadio Centenario de Uruguay para finales de 2023. En enero de 2023, medios como el tabloide británico The Sun y la revista estadounidense Billboard informaron sobre una posible gira para celebrar sus 40 años de carrera discográfica, con algunas fechas ya reservadas para la arena deportiva The O2 de Londres. A esto se sumó el hecho de que Madonna había eliminado todas sus publicaciones de su cuenta oficial de Instagram, por lo que incrementaron los rumores sobre un posible anuncio.
Finalmente, Madonna anunció The Celebration Tour el 17 de enero de 2023 a través de un vídeo que publicó en sus redes sociales, así como en su página web oficial; en el comunicado oficial, comentó: «Estoy emocionada de explorar tantas canciones como sea posible, con la esperanza de brindarles a mis admiradores el espectáculo que han estado esperando»». Será la primera gira retrospectiva de la artista, en la que interpretará sus mayores éxitos de todo su catálogo musical, desde su debut homónimo de 1983 hasta su último álbum de estudio, Madame X (2019). Asimismo, volverá a presentarse en arenas deportivas y estadios de fútbol después de los conciertos «experimentales» realizados en teatros pequeños durante su última gira Madame X Tour (2019-2020). Mark Savage, corresponsal musical de la BBC, comentó que el Re-Invention World Tour de 2004 había sido lo más cercano a una «gira de grandes éxitos», pues la cantante había dejado de lado las canciones de American Life (2003), álbum que promocionaba dicha gira, en favor de clásicos como «Holiday» (1983), «Into the Groove» (1985) y «Papa Don't Preach» (1986).

## Desarrollo

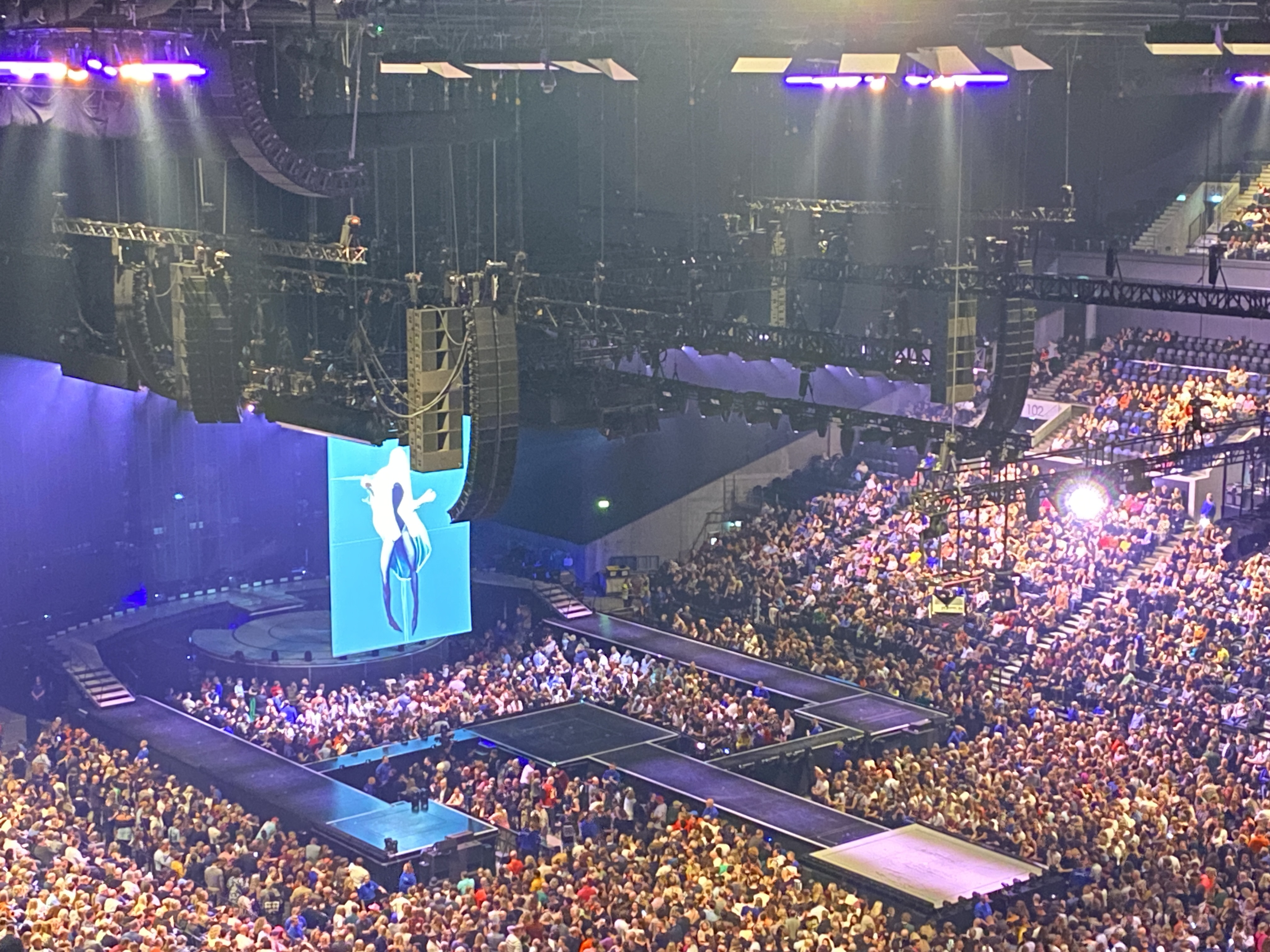
Escenario de la gira antes de comenzar el espectáculo, mostrando el trabajo visual de Ricardo Gomes.

Durante la semana del anuncio de la gira, Madonna se dirigió a su fandom a través de sus redes sociales mientras preparaba el repertorio del espectáculo, preguntando a los fanáticos cuáles canciones «les gustaría bailar en mis presentaciones». Jess Cuevas, artista visual estadounidense, fue el autor del póster oficial promocional de la gira, mientras que el fotógrafo portugués Ricardo Gomes fue asignado como director creativo de imagen.
Stuart Price, productor frecuente de la cantante, informó a la BBC que «un gran éxito no es necesariamente una canción [...] puede ser un vestuario, un video o una declaración», agregando que «muchos temas serán interpretados completamente, otros serán interpolados en algunas canciones y otros tantos serán utilizados como interludios entre los actos».

### Aplazamiento
El 28 de junio de 2023, Guy Oseary, representante de Madonna, anunció en sus redes sociales que el inicio de la gira se pospondría luego de que la cantante pasara varios días en el hospital debido a una «grave infección bacteriana» que desarrolló el 24 de ese mismo mes. En el comunicado, Oseary continuó: «Su salud está mejorando, sin embargo, todavía está bajo cuidado médico. Se espera una recuperación completa. En estos momentos tendremos que pausar todos los compromisos, lo que incluye la gira».
El 10 de julio de ese año, Madonna subió un comunicado a sus redes sociales en el que agradecía el cariño y apoyo de sus seguidores y confirmó que la primera etapa de la gira —que comprendía 41 espectáculos por América del Norte— sería pospuesta e iniciaría oficialmente en octubre de 2023 en Europa. Live Nation solicitó a los admiradores que conservaran las entradas, dado que «serían válidas para las nuevas fechas una vez anunciadas». Las fechas reprogramadas se anunciaron el 15 de agosto en el sitio oficial de la cantante; la etapa norteamericana inició el 13 de diciembre en Nueva York y continuaría hasta finales de abril de 2024 en la Ciudad de México.

### Ensayos
Los ensayos comenzaron en Nueva York en abril de 2023, y a inicios de junio se realizaron en el Nassau Veterans Memorial Coliseum en Uniondale, los cuales tuvieron que ser pausados temporalmente debido a las complicaciones de salud de la intérprete y su respectiva recuperación. Los ensayos se reanudaron a mediados de agosto de 2023 en el mismo recinto, y a inicios de octubre se trasladaron a la AO Arena de Mánchester. Madonna reclutó al colectivo francés La(Horde) para la dirección artística de coreografía, adicionalmente a otros artistas tal como Travis Payne.

## Producción

### Escenario e iluminación
El escenario donde se desarrolló el espectáculo estuvo inspirado en el pastel de bodas empleado durante la actuación de «Like a Virgin» en los MTV Video Music Awards de 1984 y en el trazado urbano de Manhattan, lugar donde Madonna inició su trayectoria profesional. Medía unos 4400 pies cuadrados (409 m²), siendo una estructura circular principal de tres capas conectada con una pasarela de 750 pies (230 m) y en forma de reloj, aludiendo a la magnitud del tiempo. Descrita como una «ciudad de retratos», la infraestructura contenía adicionalmente pantallas colgantes retráctiles, las que mostraban diversas proyecciones consideradas «motivos clave» en el recorrido artístico y personal de la cantante.
La escenificación también contó con una plataforma circular de luces, una bola disco gigante, un inmenso cubo con visuales inspirados en el video musical de «Bedtime Story» (1995) y un andén giratorio con cruces y ventanales simulando una capilla. Además, el marco de un portal iluminado fue diseñado para representar una «máquina del tiempo», la cual «viajaba» al pasado, presente y futuro, moviéndose a 15 pies (4.5 m) por segundo.

### Música
The Celebration Tour fue planificada como una retrospección a través de los 40 años de la carrera musical de Madonna. El repertorio incluyó temas que no habían sido interpretados en vivo desde hace décadas, tales como «Live to Tell» (1986), «Justify My Love» (1990), «Erotica» (1992), «Bad Girl» (1993), «Rain» (1993), «Bedtime Story» (1995) y «Nothing Really Matters» (1999), así como canciones de la década de 2000 como «Die Another Day» y «Mother and Father».

### Moda
La gira contó con diseños originales de distintas casas de la moda, incluyendo Vetements, Dilara Fındıkoğlu, Almarow, Ruslan Baginskiy, Miu Miu, Rosamario, Víctor Barragán, un catsuit de Versace y una nueva versión de Jean-Paul Gaultier del famoso corsé cónico utilizado durante la gira de 1990, Blond Ambition World Tour, siendo un mini vestido negro con cristales incrustados en su actualización. También se utilizó una aureola ornamental de House of Malakai y un kimono de Eyob Yohannes.

### Sinopsis de concierto
El espectáculo duraba aproximadamente dos horas y estaba dividido en cinco actos que representaban barrios de la isla neoyorquina: Uptown, Downtown, Midtown, East y West. En el transcurso del concierto, Bob The Drag Queen fungía como emecé en distintos momentos mientras interactuaba con la cantante, encontrándose ataviado en un vestido de María Antonieta similar al que Madonna utilizó durante la presentación de «Vogue» en los MTV Video Music Awards de 1990. A través del recital, los bailarines aparecían luciendo diecisiete atuendos originalmente portados por la intérprete, los cuales representan sus múltiples reinvenciones.

## Recepción comercial
El 19 de enero, dos días después del anuncio de la gira, se agregó una segunda fecha en Londres debido a la «abrumadora demanda» de la preventa, así como una segunda fecha en Seattle, Chicago, Toronto, Montreal, Boston, Miami, Houston, Dallas, Austin, Los Ángeles, San Francisco y Las Vegas, junto con un tercer concierto en Nueva York. La preventa de los nuevos conciertos agregados fue el 24 de enero —un día antes para los miembros del club de admiradores—, mientras que la venta para el público en general fue el 27.

### Recaudación
La primera etapa de la gira, que consistió en veintisiete conciertos realizados en once países europeos, recaudó un total de USD 77.5 millones y vendió 429 000 entradas. Los cuatro primeros conciertos ofrecidos en Londres en octubre recaudaron USD 14.7 millones, con 60 000 boletos vendidos, sumado a los USD 7.5 millones y 31 000 boletos registrados en los dos últimos espectáculos en dicha ciudad, celebrados el 5 y 6 de diciembre. Por su parte, las cuatro fechas en el Accor Arena de París (Francia) tuvieron un ingreso de USD 10.7 millones con 62 000 entradas. El promedio de recaudación por cada concierto en Europa fue de 2.9 millones de dólares y 15 900 boletos vendidos por noche. De acuerdo con Eric Frankenberg de Billboard, representó un incremento del 312 % en ganancias y un 518 % en promedio de asistencia en comparación con su última gira Madame X Tour (2019-2020), que se llevó a cabo en teatros, así como un aumento del 9 % en asistencia y un 70 % en promedio bruto en relación con la etapa europea del Rebel Heart Tour (2015-2016), su última gira en arenas deportivas. La misma revista prevé que, junto con la etapa norteamericana, The Celebration Tour recaude entre 240 a 245 millones de dólares.

## Filantropía y activismo
La incorporación del concierto en Nashville fue una reacción al Proyecto de Ley 3 del Senado de Tennessee y a «más de 100 proyectos de ley anti-LGBTQ+ actualmente ante las legislaturas estatales» en los Estados Unidos. Al calificar la opresión de las personas LGBTQ+ como «inaceptable e inhumana», la artista prometió donar parte de las ganancias del espectáculo de Nashville a organizaciones de derechos de las personas trans. Sin embargo, el espectáculo de Nashville finalmente fue cancelado debido a problemas de reprogramación.
A principios de octubre de 2023, se anunció que Madonna se había asociado con Ministry of Tomorrow para lanzar una línea de edición limitada de productos exclusivos disponibles tanto en línea como en algunos lugares a lo largo del recorrido de la gira. Según se informó, el 100 % de las ganancias se destinó a la organización benéfica Raising Malawi de Madonna y al Centro Infantil Chema Vision. También alentó a sus fanáticos a hacer donaciones a estas organizaciones.

## Lista de canciones
La siguiente lista de canciones corresponde al primer concierto realizado el 14 de octubre de 2023 en Londres (Inglaterra). No representa todos los espectáculos ofrecidos a lo largo de la gira.
Acto I
1. «Nothing Really Matters»
2. «Everybody» (con elementos de «Where's The Party?»)
3. «Into the Hollywood Groove»
4. «Burning Up»
5. «Open Your Heart» (con elementos de «Live to Tell»)
6. «Holiday» (con elementos de «I Want Your Love»)
7. «In This Life»/«Live to Tell»
8. «Like a Prayer» (con elementos de «Girl Gone Wild», «Act of Contrition» y «Unholy»)

Acto II
1. «Erotica» (con elementos de «Final Demo 2» y «Papa Don't Preach»)
2. «Justify My Love»
3. «Fever»
4. «Hung Up on Tokischa»/«Hung Up» (con elementos de «Gangsta» y «Fever»)
5. «Bad Girl»
6. «Vogue»
7. «Human Nature»
8. «Crazy for You»

Acto III
1. «The Beast Within»
2. «Die Another Day»
3. «Don't Tell Me»
4. «Mother and Father»
5. «I Will Survive» (versión de Gloria Gaynor)
6. «La isla bonita»
7. «Don't Cry for Me Argentina»

Acto IV
1. «Bedtime Story»
2. «Ray of Light»
3. «Rain»
4. «Like a Virgin» (con elementos de «Billie Jean», «The Way You Make Me Feel» y «Angel»)

Acto V
1. «Bitch I'm Madonna» (con elementos de «Give Me All Your Luvin'» y «Unapologetic Bitch»)
2. «Celebration»/«Music»

Observaciones
- «Little Star» fue interpretada únicamente el 14 de octubre de 2023 en el primer concierto de Londres como homenaje a la hija de Madonna, Lourdes Leon, en celebración de su 27.° cumpleaños.[39]
- El 15 de octubre de 2023, durante el segundo concierto en Londres, el concierto finalizó inmediatamente después de la interpretación de «Rain» debido a las restricciones del toque de queda en el lugar y a que Madonna había iniciado tarde el espectáculo.[52]
- «I Will Survive» fue sustituida por «Express Yourself» en una versión acústica a partir del primer recital en Boston.[53]
- «Rain» fue sustituida por «Frozen» a partir de la primera fecha en Toronto.[54]
- Durante la última fecha de la gira en Río de Janeiro, «Mother and Father» fue omitida del repertorio, mientras «Don't Cry For Me Argentina» fue sustituida por una versión samba de «Music» que, además, fue interpretada junto con Pabllo Vittar como invitado especial.[55]

## Fechas
| Fecha                       | Ciudad           | País             | Lugar                      | Telonero          | Asistencia       | Recaudación (En USD) |
| Etapa 1 — Europa            | Etapa 1 — Europa | Etapa 1 — Europa | Etapa 1 — Europa           | Etapa 1 — Europa  | Etapa 1 — Europa | Etapa 1 — Europa     |
| --------------------------- | ---------------- | ---------------- | -------------------------- | ----------------- | ---------------- | -------------------- |
| 14 de octubre de 2023       | Londres          | Inglaterra       | The O2 Arena               | Honey Dijon       | 60 000           | $14 700 000          |
| 15 de octubre de 2023       | Londres          | Inglaterra       | The O2 Arena               | Honey Dijon       | 60 000           | $14 700 000          |
| 17 de octubre de 2023       | Londres          | Inglaterra       | The O2 Arena               | Diplo             | 60 000           | $14 700 000          |
| 18 de octubre de 2023       | Londres          | Inglaterra       | The O2 Arena               | Honey Dijon       | 60 000           | $14 700 000          |
| 21 de octubre de 2023       | Amberes          | Bélgica          | Sportpaleis                | —                 |                  |                      |
| 22 de octubre de 2023       | Amberes          | Bélgica          | Sportpaleis                | —                 |                  |                      |
| 25 de octubre de 2023       | Copenhague       | Dinamarca        | Royal Arena                | —                 |                  |                      |
| 26 de octubre de 2023       | Copenhague       | Dinamarca        | Royal Arena                | —                 |                  |                      |
| 28 de octubre de 2023       | Estocolmo        | Suecia           | Tele2 Arena                | —                 |                  |                      |
| 1 de noviembre de 2023      | Barcelona        | España           | Palau Sant Jordi           | Arca              |                  |                      |
| 2 de noviembre de 2023      | Barcelona        | España           | Palau Sant Jordi           | Arca              |                  |                      |
| 6 de noviembre de 2023      | Lisboa           | Portugal         | Altice Arena               | KURA              |                  |                      |
| 7 de noviembre de 2023      | Lisboa           | Portugal         | Altice Arena               | Barata            |                  |                      |
| 12 de noviembre de 2023     | París            | Francia          | Accor Arena                | Stuart Price      | 62 200           | $10 700 000          |
| 13 de noviembre de 2023     | París            | Francia          | Accor Arena                | Stuart Price      | 62 200           | $10 700 000          |
| 15 de noviembre de 2023     | Colonia          | Alemania         | Lanxess Arena              | —                 |                  |                      |
| 16 de noviembre de 2023     | Colonia          | Alemania         | Lanxess Arena              | —                 |                  |                      |
| 19 de noviembre de 2023     | París            | Francia          | Accor Arena                | Kiddy Smile       | [ nota 1 ]       | [ nota 1 ]           |
| 20 de noviembre de 2023     | París            | Francia          | Accor Arena                | Fecal Matter      | [ nota 1 ]       | [ nota 1 ]           |
| 23 de noviembre de 2023     | Milán            | Italia           | Mediolanum Forum           | Stuart Price      |                  |                      |
| 25 de noviembre de 2023     | Milán            | Italia           | Mediolanum Forum           | Stuart Price      |                  |                      |
| 28 de noviembre de 2023     | Berlín           | Alemania         | Mercedes-Benz Arena        | Stuart Price      |                  |                      |
| 29 de noviembre de 2023     | Berlín           | Alemania         | Mercedes-Benz Arena        | Stuart Price      |                  |                      |
| 1 de diciembre de 2023      | Ámsterdam        | Países Bajos     | Ziggo Dome                 | Sevdaliza         | 81 000           | $6 400 000           |
| 2 de diciembre de 2023      | Ámsterdam        | Países Bajos     | Ziggo Dome                 | Sevdaliza         | 81 000           | $6 400 000           |
| 5 de diciembre de 2023      | Londres          | Inglaterra       | The O2 Arena               | Stuart Price      | 31 000           | $7 500 000           |
| 6 de diciembre de 2023      | Londres          | Inglaterra       | The O2 Arena               | Stuart Price      | 31 000           | $7 500 000           |
| Etapa 2 — América del Norte |                  |                  |                            |                   |                  |                      |
| 13 de diciembre de 2023     | Nueva York       | Estados Unidos   | Barclays Center            | Honey Dijon       |                  |                      |
| 14 de diciembre de 2023     | Nueva York       | Estados Unidos   | Barclays Center            | DJ Swisha & Sammy |                  |                      |
| 16 de diciembre de 2023     | Nueva York       | Estados Unidos   | Barclays Center            | Mary Mac          |                  |                      |
| 18 de diciembre de 2023     | Washington D. C. | Estados Unidos   | Capital One Arena          | Mary Mac          |                  |                      |
| 19 de diciembre de 2023     | Washington D. C. | Estados Unidos   | Capital One Arena          | Mary Mac          |                  |                      |
| 8 de enero de 2024          | Boston           | Estados Unidos   | TD Garden                  | Stuart Price      | 25 700           | $5 500 000           |
| 9 de enero de 2024          | Boston           | Estados Unidos   | TD Garden                  | Stuart Price      | 25 700           | $5 500 000           |
| 11 de enero de 2024         | Toronto          | Canadá           | Scotiabank Arena           | Frank Walker      | 30 100           | $5 500 000           |
| 12 de enero de 2024         | Toronto          | Canadá           | Scotiabank Arena           | Frank Walker      | 30 100           | $5 500 000           |
| 15 de enero de 2024         | Detroit          | Estados Unidos   | Little Caesars Arena       | Omar-S            | 13 500           | $2 700 000           |
| 18 de enero de 2024         | Montreal         | Canadá           | Bell Centre                | Mary Mac          | 30 700           | $5 100 000           |
| 20 de enero de 2024         | Montreal         | Canadá           | Bell Centre                | Mary Mac          | 30 700           | $5 100 000           |
| 22 de enero de 2024         | Nueva York       | Estados Unidos   | Madison Square Garden      | Stuart Price      | 41 200           | $10 300 000          |
| 23 de enero de 2024         | Nueva York       | Estados Unidos   | Madison Square Garden      | Stuart Price      | 41 200           | $10 300 000          |
| 25 de enero de 2024         | Filadelfia       | Estados Unidos   | Wells Fargo Center         | Sammy             | 12 000           | $2 000               |
| 29 de enero de 2024         | Nueva York       | Estados Unidos   | Madison Square Garden      | Bearcat           | [ nota 4 ]       | [ nota 4 ]           |
| 1 de febrero de 2024        | Chicago          | Estados Unidos   | United Center              | Honey Dijon       |                  |                      |
| 2 de febrero de 2024        | Chicago          | Estados Unidos   | United Center              | Honey Dijon       |                  |                      |
| 5 de febrero de 2024        | Pittsburgh       | Estados Unidos   | PPG Paints Arena           | Mary Mac          |                  |                      |
| 8 de febrero de 2024        | Cleveland        | Estados Unidos   | Rocket Mortgage FieldHouse | Mary Mac          |                  |                      |
| 13 de febrero de 2024       | Saint Paul       | Estados Unidos   | Xcel Energy Center         | Mary Mac          |                  |                      |
| 17 de febrero de 2024       | Seattle          | Estados Unidos   | Climate Pledge Arena       | Mary Mac          |                  |                      |
| 18 de febrero de 2024       | Seattle          | Estados Unidos   | Climate Pledge Arena       | Mary Mac          |                  |                      |
| 21 de febrero de 2024       | Vancouver        | Canadá           | Rogers Arena               | Mary Mac          |                  |                      |
| 24 de febrero de 2024       | Sacramento       | Estados Unidos   | Golden 1 Center            | Mary Mac          |                  |                      |
| 27 de febrero de 2024       | San Francisco    | Estados Unidos   | Chase Center               | Stuart Price      |                  |                      |
| 28 de febrero de 2024       | San Francisco    | Estados Unidos   | Chase Center               | Stuart Price      |                  |                      |
| 1 de marzo de 2024          | Paradise         | Estados Unidos   | T-Mobile Arena             | Bearcat           |                  |                      |
| 2 de marzo de 2024          | Paradise         | Estados Unidos   | T-Mobile Arena             | Bearcat           |                  |                      |
| 4 de marzo de 2024          | Inglewood        | Estados Unidos   | Kia Forum                  | Stuart Price      |                  |                      |
| 5 de marzo de 2024          | Inglewood        | Estados Unidos   | Kia Forum                  | Stuart Price      |                  |                      |
| 7 de marzo de 2024          | Inglewood        | Estados Unidos   | Kia Forum                  | Bearcat           |                  |                      |
| 9 de marzo de 2024          | Inglewood        | Estados Unidos   | Kia Forum                  | Bearcat           |                  |                      |
| 11 de marzo de 2024         | Inglewood        | Estados Unidos   | Kia Forum                  | Bearcat           |                  |                      |
| 13 de marzo de 2024         | Thousand Palms   | Estados Unidos   | Acrisure Arena             | Bearcat           |                  |                      |
| 16 de marzo de 2024         | Phoenix          | Estados Unidos   | Footprint Center           | Bearcat           |                  |                      |
| 19 de marzo de 2024         | Denver           | Estados Unidos   | Ball Arena                 | Mary Mac          |                  |                      |
| 24 de marzo de 2024         | Dallas           | Estados Unidos   | American Airlines Center   | Mary Mac          |                  |                      |
| 25 de marzo de 2024         | Dallas           | Estados Unidos   | American Airlines Center   | Mary Mac          |                  |                      |
| 28 de marzo de 2024         | Houston          | Estados Unidos   | Toyota Center              | Mary Mac          |                  |                      |
| 29 de marzo de 2024         | Houston          | Estados Unidos   | Toyota Center              | Mary Mac          |                  |                      |
| 1 de abril de 2024          | Atlanta          | Estados Unidos   | State Farm Arena           | Mary Mac          |                  |                      |
| 4 de abril de 2024          | Tampa            | Estados Unidos   | Amalie Arena               | Mary Mac          |                  |                      |
| 6 de abril de 2024          | Miami            | Estados Unidos   | Kaseya Center              | Stuart Price      |                  |                      |
| 7 de abril de 2024          | Miami            | Estados Unidos   | Kaseya Center              | Stuart Price      |                  |                      |
| 9 de abril de 2024          | Miami            | Estados Unidos   | Kaseya Center              | Stuart Price      |                  |                      |
| 14 de abril de 2024         | Austin           | Estados Unidos   | Moody Center               | Honey Dijon       |                  |                      |
| 15 de abril de 2024         | Austin           | Estados Unidos   | Moody Center               | Honey Dijon       |                  |                      |
| 20 de abril de 2024         | Ciudad de México | México           | Palacio de los Deportes    | Stuart Price      |                  |                      |
| 21 de abril de 2024         | Ciudad de México | México           | Palacio de los Deportes    | Stuart Price      |                  |                      |
| 23 de abril de 2024         | Ciudad de México | México           | Palacio de los Deportes    | Stuart Price      |                  |                      |
| 24 de abril de 2024         | Ciudad de México | México           | Palacio de los Deportes    | Blond:ish         |                  |                      |
| 26 de abril de 2024         | Ciudad de México | México           | Palacio de los Deportes    | Sammy             |                  |                      |
| Etapa 3 — América del Sur   |                  |                  |                            |                   |                  |                      |
| 4 de mayo de 2024           | Río de Janeiro   | Brasil           | Playa de Copacabana        | Diplo Barata      | 1 600 000        | —                    |
| Total                       | Total            | Total            | Total                      | Total             | —                | —                    |

### Fechas canceladas
| Fecha                   | Ciudad        | País           | Lugar                  | Razón                      |
| ----------------------- | ------------- | -------------- | ---------------------- | -------------------------- |
| 27 de julio de 2023     | Tulsa         | Estados Unidos | BOK Center             | Conflictos de programación |
| 22 de diciembre de 2023 | Nashville     | Estados Unidos | Bridgestone Arena      | Conflictos de programación |
| 15 de enero de 2024     | San Francisco | Estados Unidos | Chase Center           | Conflictos de programación |
| 18 de enero de 2024     | Las Vegas     | Estados Unidos | MGM Grand Garden Arena | Conflictos de programación |
| 20 de enero de 2024     | Phoenix       | Estados Unidos | Footprint Center       | Conflictos de programación |